# Eulasia carinata
Eulasia carinata es una especie de coleóptero de la familia Glaphyridae.

## Distribución geográfica
Habita en Siria y en Irán.